# Beierse Alpen
De Beierse Alpen (Bayerische Alpen) is het gedeelte van de Alpen dat in de Duitse deelstaat Beieren ligt. De Beierse Alpen maken geen deel uit van de indeling van de (oost-)Alpen die de Duitse Alpenverenigingen hanteren.
Volgens de indeling van de Alpenverenigingen liggen de volgende deelgebieden van de Alpen geheel of gedeeltelijk op Beiers grondgebied:
- Allgäuer Alpen
- Ammergauer Alpen
- Beierse Voor-Alpen
- Berchtesgadener Alpen
- Chiemgauer Alpen
- Karwendel
- Wettersteingebergte

De Beierse Alpen vormen grofweg de landsgrens van Oostenrijk (Tirol) met Duitsland. De hoogste top is de Zugspitze (2962 m) op de grens met Oostenrijk.